# Bowling Green (Virginia)
Bowling Green település az Amerikai Egyesült Államok Virginia államában, Caroline megyében, melynek megyeszékhelye is. Lakosainak száma 1168 fő (2020. április 1.).

## Népesség
A település népességének változása:
| Lakosok száma | 500  | 1111 | 1168 |
|               | 1907 | 2010 | 2020 |